# Michelle Dessler
Michelle Desslert Reiko Aylesworth játssza a 24 című televíziós sorozatban, a 2-5. évadban szerepel.

## Szereplései
|  | Alább a cselekmény részletei következnek! |

### A 2. évadban
Michelle ekkor kezd a CTU-ban dolgozni. Az egész évadon keresztül szerelem szövődik közte és Tony Almeida között. Michelle nagy segítséget nyújt a bombák megtalálásában. Az évad közepétől Jack Bauernek segít a Ciprus felvétel hamisságának bebizonyításában. Jacken kívül ő az egyetlen, aki elhiszi, hogy ez a felvétel hamis. Később lelepleződik, de addigra már Tony is mellé áll, ettől fogva együtt segítenek Jacknek.

### A 3. évadban
Michelle és Tony ekkor már házasok. Michelle Tony helyettesévé lép elő a CTU-ban. A CTU-nak ebben az évadban egy veszélyes Cordilla nevű vírust kell megtalálnia. Michelle-nek nehéz dolga lesz, amikor Tony megsérül egy terepküldetésen, a lelki traumán kívül át is kell vennie a vezetést a CTU-ban. Az évad közepén Michelle és egy másik ügynök, Gael Ortega egy hotelbe megy segíteni, ami a következő vírus célpont. A vírust kiengedik, majdnem mindenki meghal. Michelle talán az egyetlen kivétel, mert őróla kiderül, hogy immunis a vírusra, ezért nem fenyegeti veszély. Ezután Michelle-t elrabolja Stephen Saunders, a terroristavezető, és Tonyt zsarolja: ha Tony nem teszi meg, amit Saunders mond neki, Michelle meghal. Saunders a lányát akarja Michelle-ért cserébe, aki a CTU-nál van fogságban. Michelle megszökik, telefonál a CTU-nak, ott azt mondják neki, hogy adja ismét Saunders kezébe magát, mert csak így kerülhet sor a túszcserére. A túszcsere sikeres lesz, Tony visszakapja Michellet, és Saunderst is elkapják. Tonyt börtönbe fogják csukni a szabályszegéseiért, amiket a feleségéért tett.

### A 4. évadban
Michelle ebben az évadban csak az évad közepétől szerepel. Michelle otthagyta Tonyt, mert az a börtönből kikerülve elvesztette a munkáját, és elzüllött (alkoholizálás stb). Mindketten újra a CTU-ba kerülnek, Tony Jack révén, Michelle-t pedig a Kerülettől küldik a CTU vezetői posztjának ideiglenes betöltéséért. Michelle még mindig haragszik Tonyra, Tony azonban már megváltozott. Az évad végére újra összejönnek. Az évad végén Mandy, egy terroristákat segítő lány túszul ejti Tonyt, és Michelle-t zsarolja. Michelle azonban nem enged a zsarolásnak, szól a CTU új vezetőjének, Bill Buchanannak. Mandy ekkor eljátssza saját maga és Tony halálát, ekkor Michelle összeroppan. Az igazság azonban kiderül, megmentik Tonyt. Michelle és Tony elhatározzák, hogy otthagyják a CTU-t, és új életet kezdenek együtt. Michelle és Tony az évad utolsó részében megszöktetik Jacket a CTU-ból, így Michelle is a közé a 4 ember közé tartozik, akik tudják az igazságot Jack „álhaláláról”.

### Az 5. évadban
Michelle és Tony összeköltöztek, együtt élnek. Michelle ebben az évadban csak az első részben szerepel, mert az első részben merénylet történik Jack barátai ellen, ahol Michelle áldozatul esik egy pokolgép miatt, amit az autójába rejtettek.
|  | Itt a vége a cselekmény részletezésének! |